# Мороени (Дамбовица)
Мороени (рум. Moroeni) насеље је у Румунији у округу Дамбовица у општини Мороени. Oпштина се налази на надморској висини од 569 m.

## Становништво
Према подацима из 2002. године у насељу је живело 5120 становника, од којих су сви румунске националности.

### Хронологија
| Година       | 1992 | 1993 | 1994 | 1995 | 1996 | 1997 | 1998 | 1999 | 2000 | 2001 | 2002 | 2003 | 2004 | 2005 | 2006 | 2007 | 2008 | 2009 | 2010 | 2011 | 2012 | 2013 | 2014 | 2015 | 2016 | 2017 |
| ------------ | ---- | ---- | ---- | ---- | ---- | ---- | ---- | ---- | ---- | ---- | ---- | ---- | ---- | ---- | ---- | ---- | ---- | ---- | ---- | ---- | ---- | ---- | ---- | ---- | ---- | ---- |
| Становништво | 5220 | 5189 | 5154 | 5168 | 5195 | 5191 | 5153 | 5163 | 5171 | 5204 | 5203 | 5169 | 5179 | 5171 | 5155 | 5118 | 5108 | 5139 | 5140 | 5184 | 5182 | 5151 | 5146 | 5161 | 5126 | 5116 |